# 加泰罗尼亚统一社会主义青年—共产主义青年

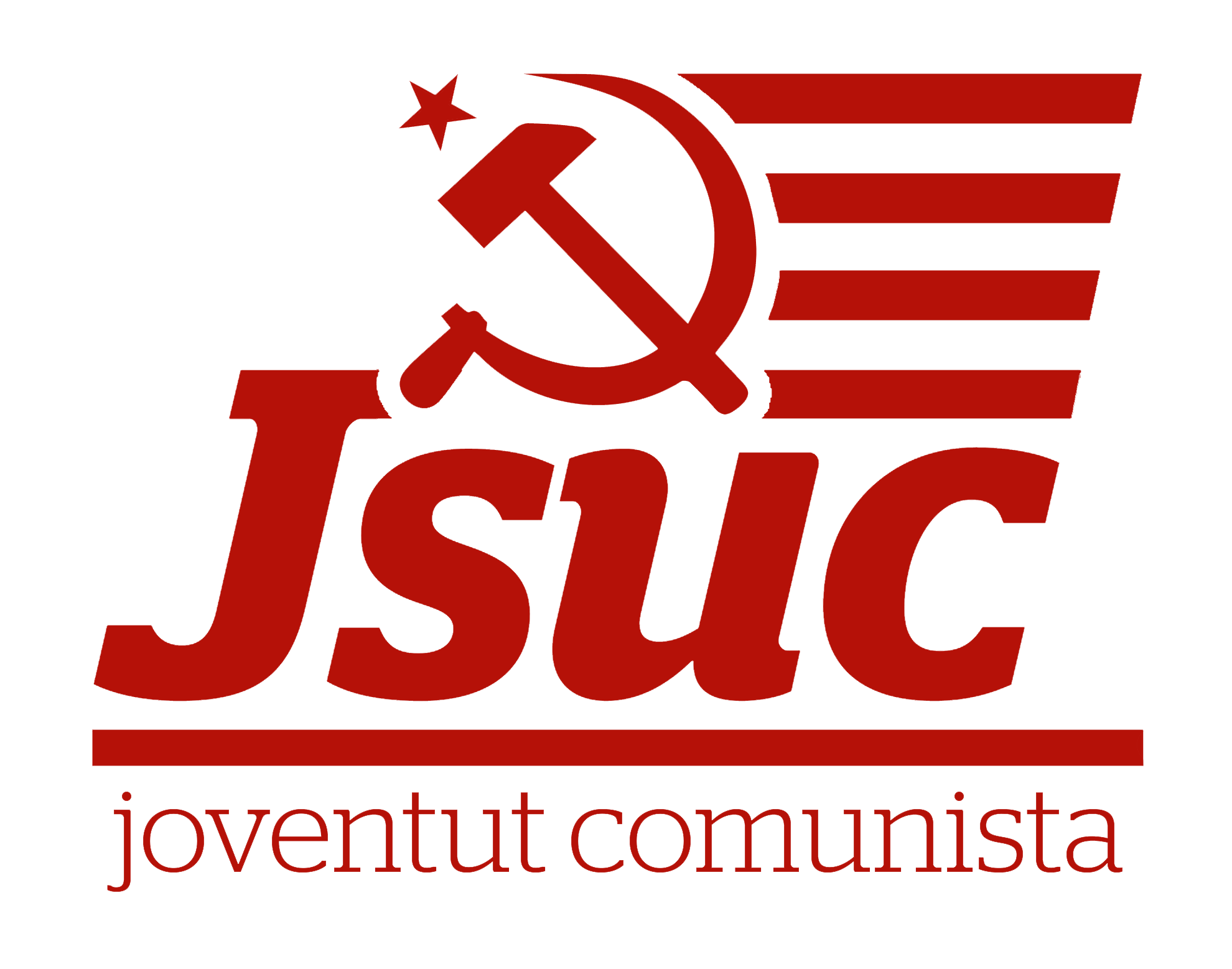
加泰罗尼亚统一社会主义青年—共产主义青年标志

加泰罗尼亚统一社会主义青年—共产主义青年，简称JSUC—共产主义青年、共产主义青年或JSUC，是西班牙加泰罗尼亚自治区的一个共产主义青年组织，为现存的加泰罗尼亚统一社会党（缩写为PSUC Viu）的青年翼。2015年，现存的加泰罗尼亚统一社会党原来的青年翼“青年共产主义者”整合入加泰罗尼亚共产主义青年的尝试失败，现存的加泰罗尼亚统一社会党遂在数月后的同年11月29日重建自己的青年翼，取名为PSUC青年。PSUC青年成立后数月，改名为“加泰罗尼亚统一社会主义青年—共产主义青年”。该组织曾是西班牙共产主义青年联盟在加泰罗尼亚的代表，后来，由于一系列组织和意识形态上的分歧，西班牙共产主义青年联盟开始在加泰罗尼亚创建自己的分支“共产主义青年”.。